# Margarete Winter
Anna Margarete Winter, geb. Wachenfeld (* 22. Januar 1857 in Buxtehude; † 7. März 1934 ebenda) war eine der ersten Automobilistinnen und bekannt für den Verkauf eines Hauses an Adolf Hitler, des Berghofs.

## Leben
Margarete Wachenfeld war die Tochter von Otto Ludwig Wachenfeld und Marie Eleonore Hastedt. Der Vater war Inhaber einer 1832 in Buxtehude gegründeten Lederfabrik. 1878 heirateten Margarete Wachenfeld und Otto Asmus Winter (* 22. März 1855 in Altkloster; † 31. August 1920 in Buxtehude). Er entstammte einer Familie, die seit mehreren Generationen Papiermühlen betrieb. Nach dem Tod ihres Vaters Otto Ludwig Wachenfeld übernahm ihr Mann Otto Winter die Leitung der Lederfabrik Wachenfeld.
Am 14. März 1883 wurde der Sohn Adolf Herbert und am 8. Mai 1891 die Tochter Anna Lisa geboren.
Zur Zeit des Deutschen Kaiserreichs im Jahr 1905 unternahm Margarete Winter als eine der ersten Frauen mit einem „Motorwagen“ der Marke Opel 18/24 PS eine Fahrt durch Europa. Über diese Tour veröffentlichte sie noch im selben Jahr ihren illustrierten Bericht 5000 Kilometer ohne Chauffeur. Auf der Fahrt wurde sie von dem Sohn Herbert begleitet.
Im Jahr 1916 ließ Otto Winter, der zum Kommerzialrat ernannt worden war, in Obersalzberg ein Haus errichten und benannte es „Haus Wachenfeld“ nach dem Mädchennamen seiner Frau. Dort verbrachte das Ehepaar mit Freunden viele Jahre die Ferien. 1920 verstarb ihr Ehemann Otto Winter.
Anfang der 1930er Jahre offerierte Margarete Winter, die sich laut Spiegel-Darstellung Winter-Wachenfeld nannte, ihr Haus Wachenfeld in Obersalzberg zuzüglich zwei Tagwerken Grund aus dem Jakobsbichlfeld dem dort unter dem Tarnnamen „Wolf“ seit Jahren immer wieder präsenten Adolf Hitler. Ihr notarielles Verkaufsangebot an ihn vom 17. September 1932 in Höhe von 40.000 Reichsmark, errichtet vor dem preußischen Notar Heinrich Drewes in Stade, war vorsichtshalber durch eine mehrfache Wertsicherungsklausel auf Basis des Goldpreises (1 Mark gleich 1/2790 kg Feingold) und stabiler Währungen wie des US-Dollars, des Schweizer Frankens oder des Niederländischen Guldens versehen. Hitler nahm die Option erst nach der Machtergreifung durch die Nationalsozialisten am 30. Januar 1933 und nach seiner Ernennung zum deutschen Reichskanzler an. Er baute das Landhaus in mehreren Abschnitten zu seiner zweiten Residenz, dem Berghof, aus.
Margarete Winter starb gut ein Jahr nach dem Verkauf, am 7. März 1934, in ihrer Heimatstadt Buxtehude.

## Schriften
- Margarete Winter: 5000 Kilometer Autofahrt ohne Chauffeur. Uhland’sche Buchdruckerei, Buxtehude / Stuttgart 1905 (Der Band ist lediglich mit dem Monogramm MW der Autorin auf Einband und Titelseite gekennzeichnet. Eine Angabe der Verfasserin fehlt an beiden Stellen.).